# سورومبو
سورومبو (به لاتین: Sorombo) یک منطقهٔ مسکونی در ماداگاسکار است که در Manakara واقع شده‌است. سورومبو ۱۲٬۰۰۰ نفر جمعیت دارد و ۱۱ متر بالاتر از سطح دریا واقع شده‌است.